# Associazione Calcio Forlì 1968-1969
Questa voce raccoglie le informazioni riguardanti l'Associazione Calcio Forlì nelle competizioni ufficiali della stagione 1968-1969.

## Stagione
Nella stagione 1968-1969 il Forlì disputa il girone B del campionato di Serie C, con 17 punti si piazza in ultima posizione e retrocede in Serie D, con lo Jesi e la Maceratese, il torneo è stato vinto dall'Arezzo con 55 punti che ottiene la promozione in Serie B, seconda la Massese con 49 punti.
Dopo la promozione in Serie C il sindaco Emanuele Lo Perfido ed il presidente della provincia Silvano Galeotti affidano l'incarico di Commissario a Giacomo Filippi, imprenditore nel settore avicunicolo, che manterrà questo ruolo per quattro anni, perderà la vita nel 1980 nella strage di Ustica. Sulla panchina viene confermato l'allenatore della promozione ed ex portiere Attilio Santarelli. Arrivano il libero del Monza Franco Fasoli, l'ala Paolo Melloni dalla Spal, il difensore Giampietro Ghiglione dalla Reggiana, dal Cesena Angelo Calisti e Mario Bardi che con 5 reti risulta il miglior marcatore stagionale. Gioca alcune partite l'attaccante diciottenne Sauro Petrini del settore giovanile forlivese, che avrà un futuro in Serie A. Il campionato è disastroso con una sola vittoria, 15 pareggi e 22 sconfitte, tre allenatori si avvicendano al capezzale del Forlì, dopo Attilio Santarelli, dalla dodicesima giornata arriva Aldo Bosi. Sul finire del torneo terzo cambio dalla trentaquattresima giornata con Rino Montanari, ma le vittorie non arrivano. La retrocessione è inevitabile con l'ultimo posto della classifica, ed il mesto ritorno in Serie D.

## Rosa
| N. |                   | Ruolo | Calciatore        |
| -- | ----------------- | ----- | ----------------- |
|    | Italia (bandiera) | C     | Vladomiro Alberti |
|    | Italia (bandiera) | A     | Gualtiero Amadori |
|    | Italia (bandiera) | C     | Franco Ballardini |
|    | Italia (bandiera) | A     | Stelio Barboni    |
|    | Italia (bandiera) | A     | Mario Bardi       |
|    | Italia (bandiera) | C     | Augusto Battilani |
|    | Italia (bandiera) | D     | Claudio Cagnani   |
|    | Italia (bandiera) | A     | Angelo Calisti    |
|    | Italia (bandiera) | C     | Lodovico Conti    |
|    | Italia (bandiera) | A     | Diano De Lorenzi  |
|    | Italia (bandiera) | D     | Franco Fasoli     |
|    | Italia (bandiera) | D     | Ettore Frigerio   |
|    | Italia (bandiera) | P     | Gastone Giacinti  |

| N. |                   | Ruolo | Calciatore           |
| -- | ----------------- | ----- | -------------------- |
|    | Italia (bandiera) | D     | Giampietro Ghiglione |
|    | Italia (bandiera) | D     | Francesco Iavarone   |
|    | Italia (bandiera) | A     | Renzo Laghi          |
|    | Italia (bandiera) | C     | Paolo Melloni        |
|    | Italia (bandiera) | D     | Francesco Paglionico |
|    | Italia (bandiera) | C     | Paolo Pastori        |
|    | Italia (bandiera) | A     | Sauro Petrini        |
|    | Italia (bandiera) | A     | Romano Ruscelli      |
|    | Italia (bandiera) | D     | Vittorio Sarasini    |
|    | Italia (bandiera) | C     | Franco Tisselli      |
|    | Italia (bandiera) | A     | Carlo Turoni         |
|    | Italia (bandiera) | C     | Carlo Vanini         |

## Risultati

### Serie C girone B

#### Girone di andata
| Arbitro: | Marino (Taranto) |

|               |           |               |
| Paglionico 6’ | Marcatori | 8’ Migliorini |

| Arbitro: | Ferro (Finale Ligure) |

|           |           |            |
| Bardi 54’ | Marcatori | 32’ Ciruel |

| Empoli 29 settembre 1968 3ª giornata | Empoli              | 0 – 0 | Forlì | Stadio Comunale\| Arbitro: \| Lo Cascio (Palermo) \| |
| Arbitro:                             | Lo Cascio (Palermo) |       |       |                                                      |

| Arbitro: | Rodomonti (Teramo) |

|           |           |                          |
| Bardi 49’ | Marcatori | 1’ Desio 52’ De Bernardi |

| Arbitro: | Ferrari (Rovereto) |

|  |           |               |
|  | Marcatori | 86’ Bongiorni |

| Arbitro: | Ghirardello (Merano) |

|                           |           |                |
| Aldi 43’ Conti 62’ (aut.) | Marcatori | 42’, 56’ Bardi |

| Arbitro: | Cimma (Biella) |

|  |           |                   |
|  | Marcatori | 29’, 55’ Graziani |

| Arbitro: | Gastaldi (Pavia) |

|                             |           |  |
| Cicarelli 14’ Cittadini 41’ | Marcatori |  |

| Arbitro: | Lo Cascio (Palermo) |

|                                  |           |             |
| Urban 16’, 51’, 57’ Fascetti 85’ | Marcatori | 36’ Pastori |

| Arbitro: | Andreoli (Padova) |

|              |           |  |
| Ruscelli 79’ | Marcatori |  |

| Arbitro: | Messinese (Taranto) |

|            |           |  |
| Perego 62’ | Marcatori |  |

| Forlì 1º dicembre 1968 12ª giornata | Forlì                       | 0 – 0 | Olbia | Stadio Tullo Morgagni\| Arbitro: \| Fiorenza (Torre Annunziata) \| |
| Arbitro:                            | Fiorenza (Torre Annunziata) |       |       |                                                                    |

| Arbitro: | Ghirardello (Merano) |

|  |           |             |
|  | Marcatori | 44’ Faltoni |

| Arbitro: | Perissinotto (Venezia) |

|             |           |  |
| Gittone 53’ | Marcatori |  |

| Arbitro: | Lattanzi (Roma) |

|                                      |           |  |
| Faloppa 49’ Castagner 80’ Ghelli 81’ | Marcatori |  |

| Arbitro: | Pfiffner (Torino) |

|             |           |                  |
| Melloni 84’ | Marcatori | 6’, 87’ Veronesi |

| Ravenna 12 gennaio 1969 17ª giornata | Ravenna            | 0 – 0 | Forlì | Stadio Comunale\| Arbitro: \| Zacchetti (Milano) \| |
| Arbitro:                             | Zacchetti (Milano) |       |       |                                                     |

| Arbitro: | Magnani (Firenze) |

|            |           |  |
| Boschi 87’ | Marcatori |  |

| Forlì 26 gennaio 1969 19ª giornata | Forlì                | 0 – 0 | Spezia | Stadio Tullo Morgagni\| Arbitro: \| Castelli (Treviglio) \| |
| Arbitro:                           | Castelli (Treviglio) |       |        |                                                             |

#### Girone di ritorno
| Arbitro: | Andreoli (Padova) |

|            |           |  |
| Ciacci 85’ | Marcatori |  |

| Arbitro: | Martinelli (Catanzaro) |

|                                |           |                               |
| Buttini 3’ Galassin 79’ (rig.) | Marcatori | 2’ (aut.) Galassin 23’ Vanini |

| Arbitro: | Frasso (Capua) |

|             |           |                           |
| Melloni 27’ | Marcatori | 25’ Ludovisi 52’ Pezzotti |

| Arbitro: | Ferro (Finale Ligure) |

|                                     |           |  |
| Giampaglia 52’ (rig.) Tarantini 78’ | Marcatori |  |

| Arbitro: | Cotrufo (Varese) |

|                   |           |  |
| Bongiorni 1’, 33’ | Marcatori |  |

| Arbitro: | Beccaria (Lecco) |

|  |           |                      |
|  | Marcatori | 5’ (aut.) Paglionico |

| Arbitro: | Scolari (Verona) |

|                          |           |  |
| Zecchini 74’ Viviani 86’ | Marcatori |  |

| Arbitro: | Marchetti (Vicenza) |

|          |           |                     |
| Bardi 3’ | Marcatori | 44’ (rig.) Olivieri |

| Forlì 30 marzo 1969 28ª giornata | Forlì           | 0 – 0 | Sambenedettese | Stadio Tullo Morgagni\| Arbitro: \| Longi (Livorno) \| |
| Arbitro:                         | Longi (Livorno) |       |                |                                                        |

| Arbitro: | Marti (Napoli) |

|                                        |           |            |
| Rubinato 39’ Schicchi 46’ Paradiso 75’ | Marcatori | 79’ Vanini |

| Arbitro: | Leita (Catania) |

|  |           |                         |
|  | Marcatori | 7’ Perego 79’ Mantovani |

| Arbitro: | Lenardon (Siena) |

|            |           |  |
| Pasqua 65’ | Marcatori |  |

| Arbitro: | Marchetti (Vicenza) |

|                         |           |  |
| Corucci 14’ Ventura 85’ | Marcatori |  |

| Arbitro: | Marino (Taranto) |

|                |           |                    |
| De Lorenzi 58’ | Marcatori | 39’ (aut.) Melloni |

| Forlì 25 maggio 1969 34ª giornata | Forlì           | 0 – 0 | Rimini | Stadio Tullo Morgagni\| Arbitro: \| Serafino (Roma) \| |
| Arbitro:                          | Serafino (Roma) |       |        |                                                        |

| Arbitro: | Toso (Grado) |

|                                      |           |  |
| Dossena 40’ Veronesi 65’ Rossini 89’ | Marcatori |  |

| Forlì 8 giugno 1969 36ª giornata | Forlì               | 0 – 0 | Ravenna | Stadio Tullo Morgagni\| Arbitro: \| Lo Cascio (Palermo) \| |
| Arbitro:                         | Lo Cascio (Palermo) |       |         |                                                            |

| Arbitro: | Messinese (Taranto) |

|                    |           |                    |
| Melloni 89’ (rig.) | Marcatori | 77’ (rig.) Piccoli |

| Arbitro: | Moretto (San Donà di Piave) |

|              |           |             |
| Campagna 49’ | Marcatori | 65’ Pastori |